# اچ‌ام‌اس فرونت (۱۸۹۵)
اچ‌ام‌اس فرونت (۱۸۹۵) (به انگلیسی: HMS Fervent (1895)) یک کشتی بود که طول آن ۲۰۰ فوت (۶۱ متر) بود. این کشتی در سال ۱۸۹۵ ساخته شد.